# Mazeyrat-d'Allier
Mazeyrat-d'Allier é uma comuna francesa na região administrativa de Auvérnia-Ródano-Alpes, no departamento de Alto Loire. Estende-se por uma área de 44,35 km². Em 2010 a comuna tinha 1 505 habitantes (densidade: 33,9 hab./km²).